# Neuhaus-Schierschnitz
Neuhaus-Schierschnitz település Németországban, azon belül Türingiában. Lakosainak száma 3081 fő (2015. december 31.).

## Közigazgatás
A négy településrész:
- Neuhaus-Schierschnitz
- Lindenberg
- Rotheul
- Sichelreuth

## Népesség
A település népességének változása:

| 2015 | 3 081 |

## Látnivalók

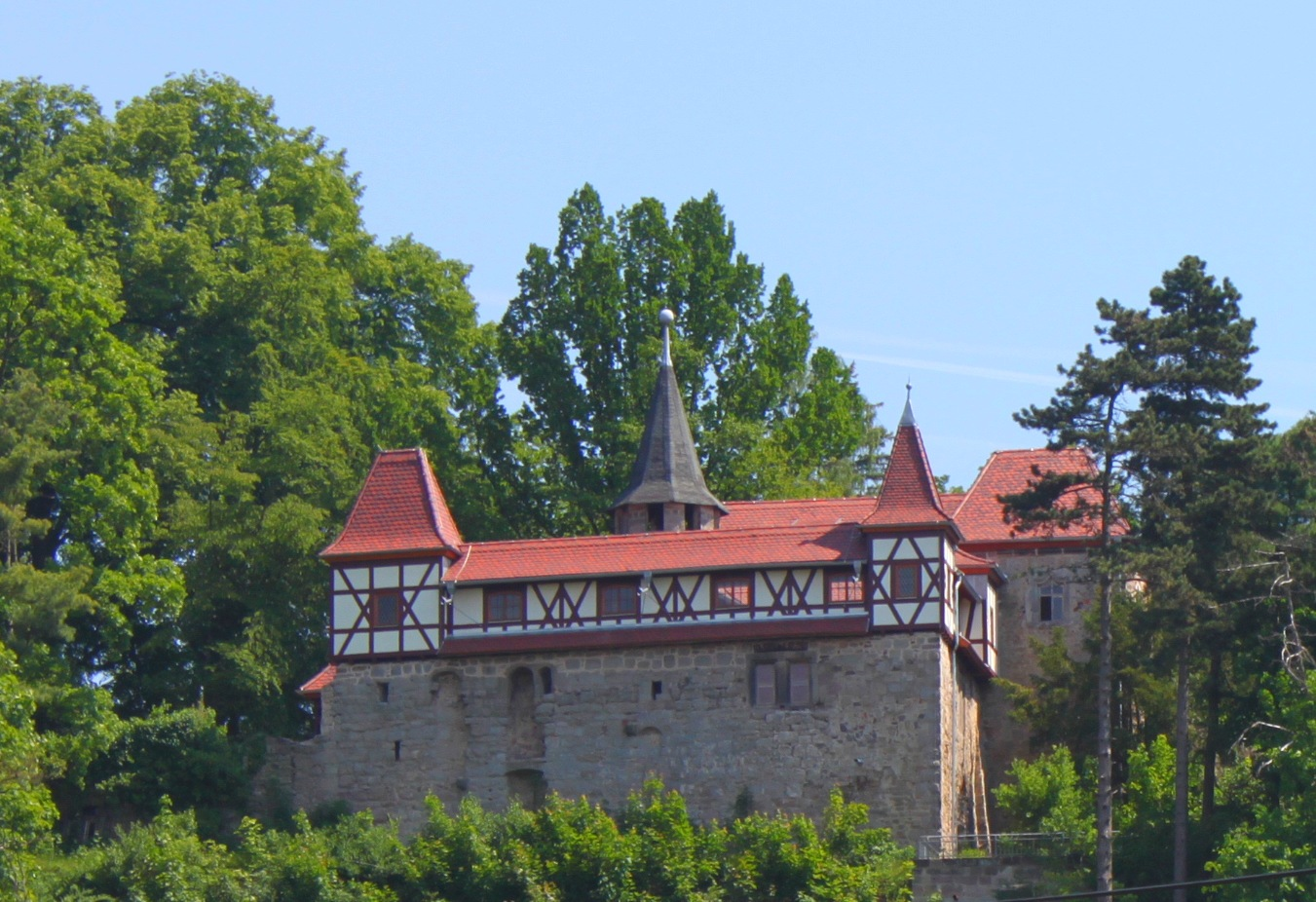
A neuhausi kastély

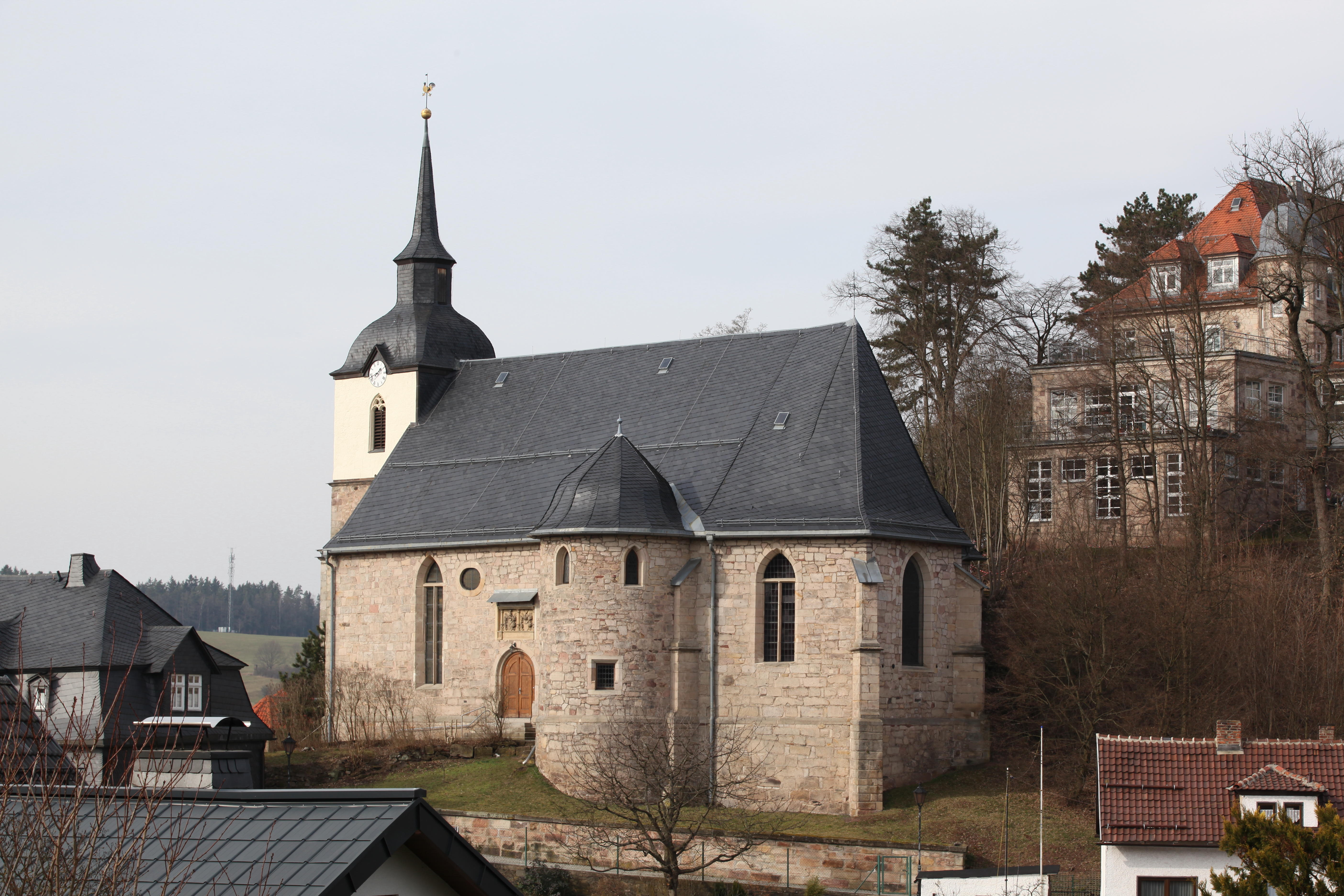
A templom

- A neuhausi kastély
- A templom
- A múzeum